# Лаптій Олександр Миколайович
Олександр Лаптій (нар. 29 квітня 1974, Чернігів) — український театральний режисер, актор театру та кіно, педагог, військовослужбовець.

## Біографія

### Ранні роки та освіта
У 1994 році вступив до аматорського театру, побачивши оголошення про набір в університеті. З 1995 року по 1997 рік працював звукорежисером у Чернігівському молодіжному театрі. 1997 році закінчив Чернігівський педагогічний університет (факультет фізичного виховання). У тому ж році був прийнятий до акторського складу Чернігівського обласного академічного музично-драматичного театру ім. Т. Г. Шевченка. Паралельно працював на радіостанції Новий Чернігів ведучим ефіру та мав декілька авторських програм: «Wake up» (присвячена контркультурі та альтернативній музиці) та «Haus коктейль» (присвячена сучасній електронній музиці). Був ведучим ранкової розважальної програми «Не з тієї ноги» на телеканалі «Новий Чернігів».
З 1999 року навчався заочно на режисерському факультеті. У 2002 році в Чернігівському театрі ім. Т. Г. Шевченка створив музично-поетичну акцію «Музика шахів» на романси за поезією Т. Г. Шевченка та О.Пушкіна, а в 2003 році — експерементальну акцію «WOZZECK» за текстом Ю.Іздрика.

### Театральна діяльність за кордоном (2004—2014)

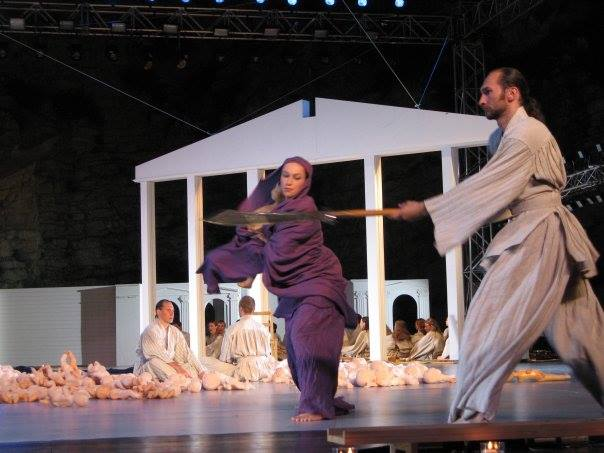
Олександр Лаптій на Авіньйонському фестивалі, 2006 р.

У 2004 завдяки досвіду О. Лаптія в східних бойових мистецтвах був екстренно введений у робочий склад вистави «Іліада. Пісня 23. Похорони Патрокла. Ігри». Разом з цим був прийнятий до акторської лабораторії Анатолія Васільєва у театрі «Школа драматичного мистецтва» на посаду артист-лаборант.
У 2005 році проходив стажування в «робочому центрі Єжи Ґротовського та Томаса Річардса», викладачі: Томас Річардс та Маріо Б'янгіні.
У 2006 році закінчив лабораторію з відзнакою та приєднався до акторського складу театру «ШДІ».

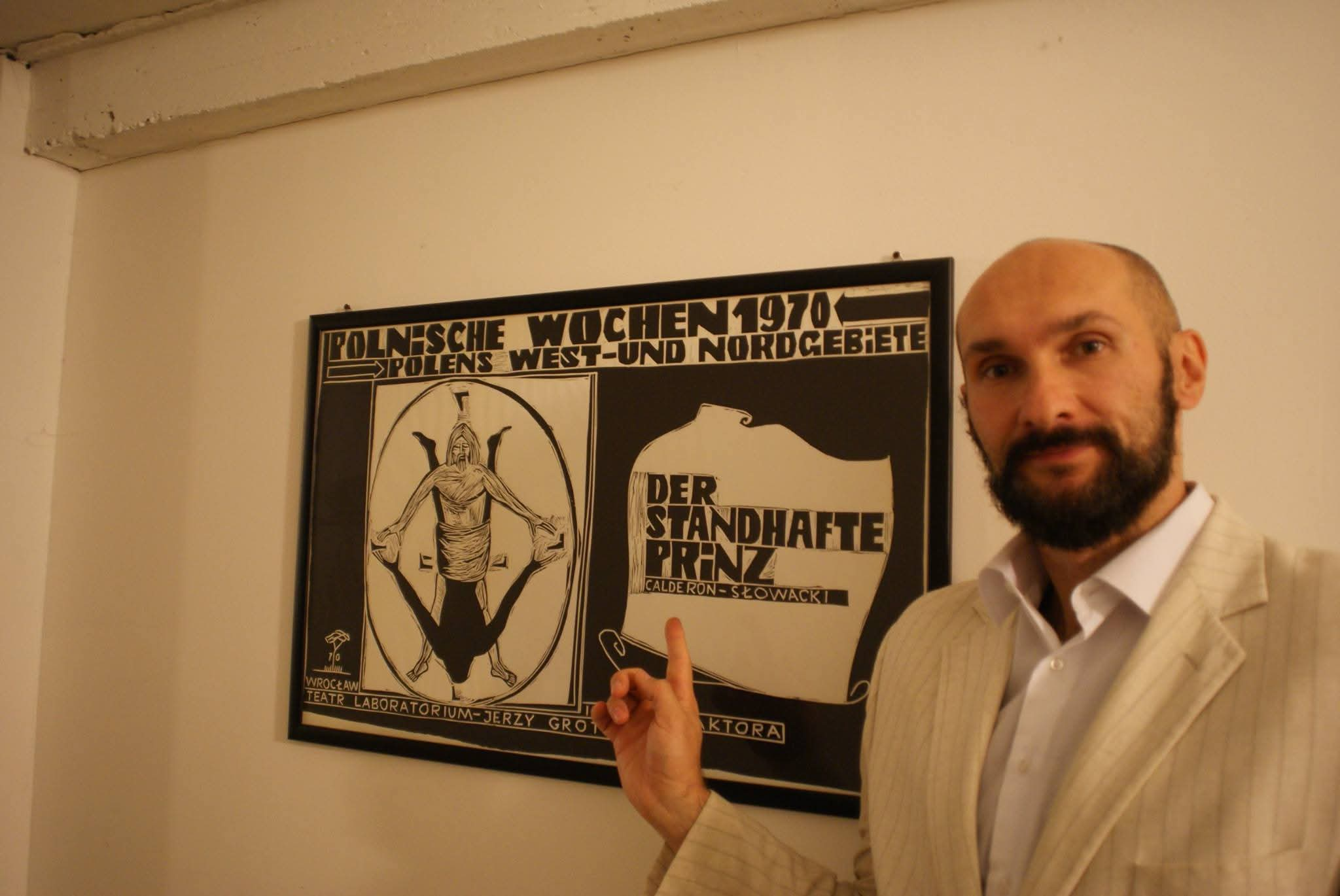
Олександр Лаптій у центрі Єжи Ґротовського, Понтедера

Як актор, разом з театром «Школа Драматичного Мистецтва» гастролював з виставами по Європі, зокрема на фестивалях в Польщі, Бельгії (Антверпен), Італії (в тому числі у Понтедера в театрі "Era" (колишній «робочий центр Єжи Гротовського та Томаса РІчардса»), Португалії (Порто), Греції (фестиваль в Дельфах), Австрії (Wiener Festwohen), Франції (включно з програмою «ON» Авіньйонського фестивалю). Співпрацював з Григорієм Гладієм, Мін Танакою (Японія), Дмитром Кримовим, Борисом Юханановим, Томасом Річардсом, Маріо Б'янгіні, Тадасі Сузукі, Мікаелем Мармаріносом (Греція), Алессіо Бергамо (Італія), Рамуною Ходоркайте (Литва), Маріною Теноріо (Бразилія) та ін.

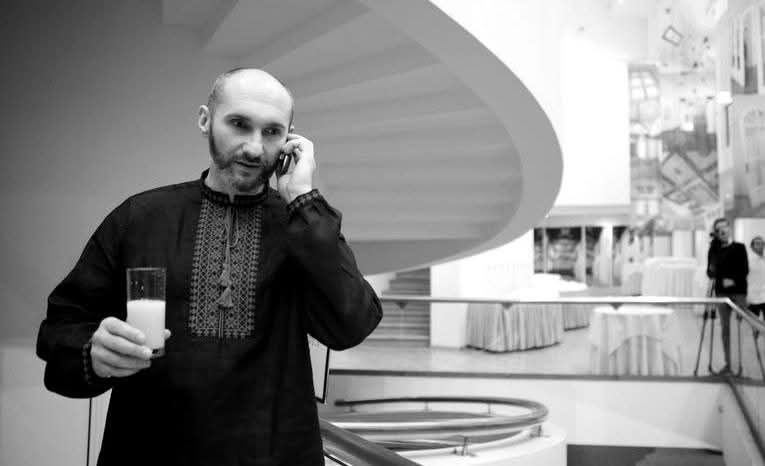
Олександр Лаптій у вишиванці, 2012 р.

Як режисер у 2009 році на сцені «Глобус» театру «Школа драматичного мистецтва» представив концерт-подорож «Дороги світу», у 2011 році акцію «Міфологеми», яка проходила в «Атріумі» театру. В тому ж році на дні Голландських читок, виступає як режисер читання п'єси «Отрута» Лот Векеманс.
У 2013 році у театрі «ШДІ» як режисер випустив драматичну виставу «Пісня лебедів», де також зіграв одну з головних ролей.
У 2014 році готував прем'єру музичної вистави «Падміні» за давньоіндійським епосом. Однак, через вторгнення Російської Федерації в Україну, О.Лаптій прийняв рішення покинути виставу та повернутися на Батьківщину. Виставу закінчували без нього.

### Після повернення в Україну
Одразу після повернення в Україну, О.Лаптій приєднався до добровольчого батальйону, а також став інструктором з бойової підготовки у Центрі тактичної підготовки «СОТА». У 2015 році був демобілізований, проте продовжив інструкторську діяльність у «СОТА».
Після демобілізації поставив виставу «Одержима» за твором Лесі Українки в Чернігівському обласному академічному музично-драматичному театрі ім. Т. Г. Шевченка.

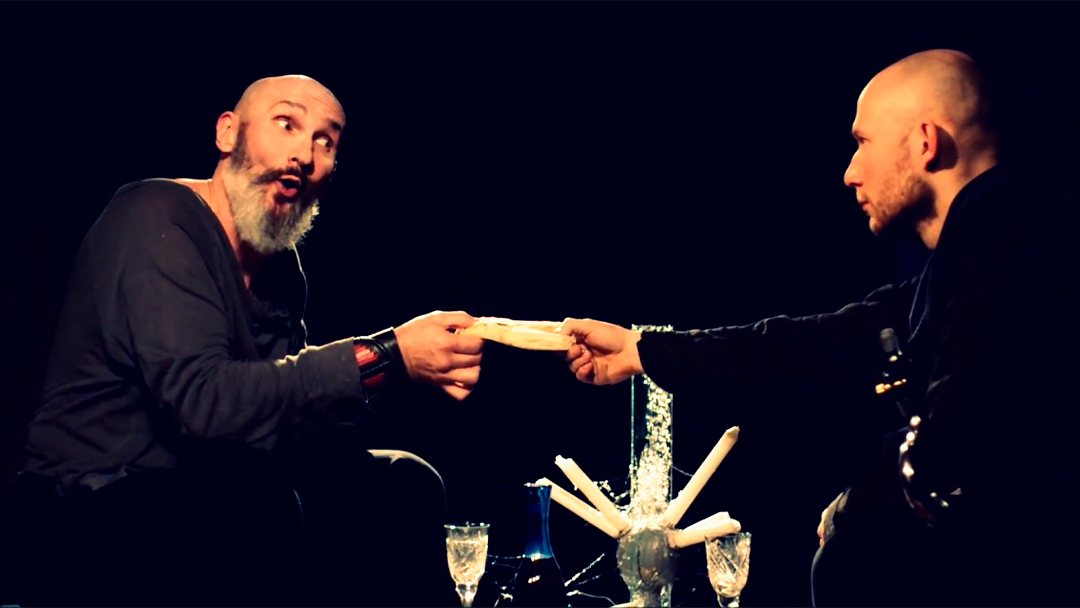
Олександр Лаптій та Нікіта Гірня у виставі «Contra et Pro», 2016 р.

У 2015 році разом з джазовим музикантом Нікітою Гірнею та оголосив про створення театру «Мандрівна Академія Театру». У 2016 році О.Лаптій опублікував маніфест театру. Тоді до команди долучився Alex Virt, який запропонув ідею для постановки вистави Contra et Pro. На основі ідеї Алекса Вірта була створена серія акцій-читань Contra et Pro, де О. Лаптій виступив в якості актора-рапсода (роль Інквізитора), а Нікіта Гірня в якості музиканта-імпровізатора. Ці читки були показані в Чернігові, Києві та Одесі, але, через брак коштів, не були реалізовані у форматі вистави. Втім, театр продовжив свою лабораторно-дослідницьку діяльність.

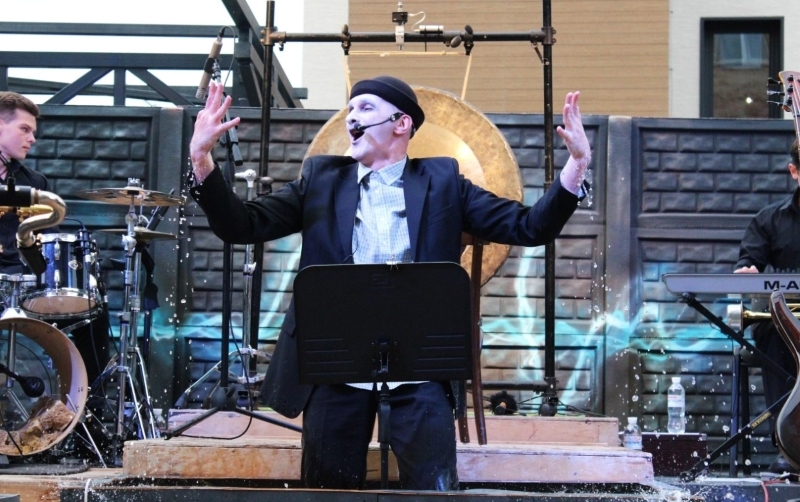
Олександр Лаптій у моновиставі «Litania Океаун», 2019 р.

У 2019 році Олександр Лаптій на базі Чернігівського філармонійного центру представив моновиставу Litania Океану, за текстом першої пісні з циклу «Пісень Мальдорора» графа Лотреамона. Це було перше сценічне виконання цього твору в Україні.
Паралельно з цим О.Лаптій готував першу в Україні прем'єру рок-опери #2033 («Ісус Христос — суперзірка») музику до якої написав Ендрю Ллойд Веббер, а слова — Тім Райс. Через пандемію covid-19 прем'єра спочатку була перенесана, а згодом, через повномасштабне вторгнення, скасована. Втім, у 2021 році в Чернігові була продемонстрована майданно-концертна версія.
У грудні 2021 року разом зі студентами «Мандрівної Академії Театру» на фестивалі «Грудневі театральні вечори XXXIII» у Чернігівському молодіжному театрі представив лабораторну роботу «Д. І.А. Л.О. Г.И.» за текстом Платона «Іон».

## Після повномасштабного вторгнення

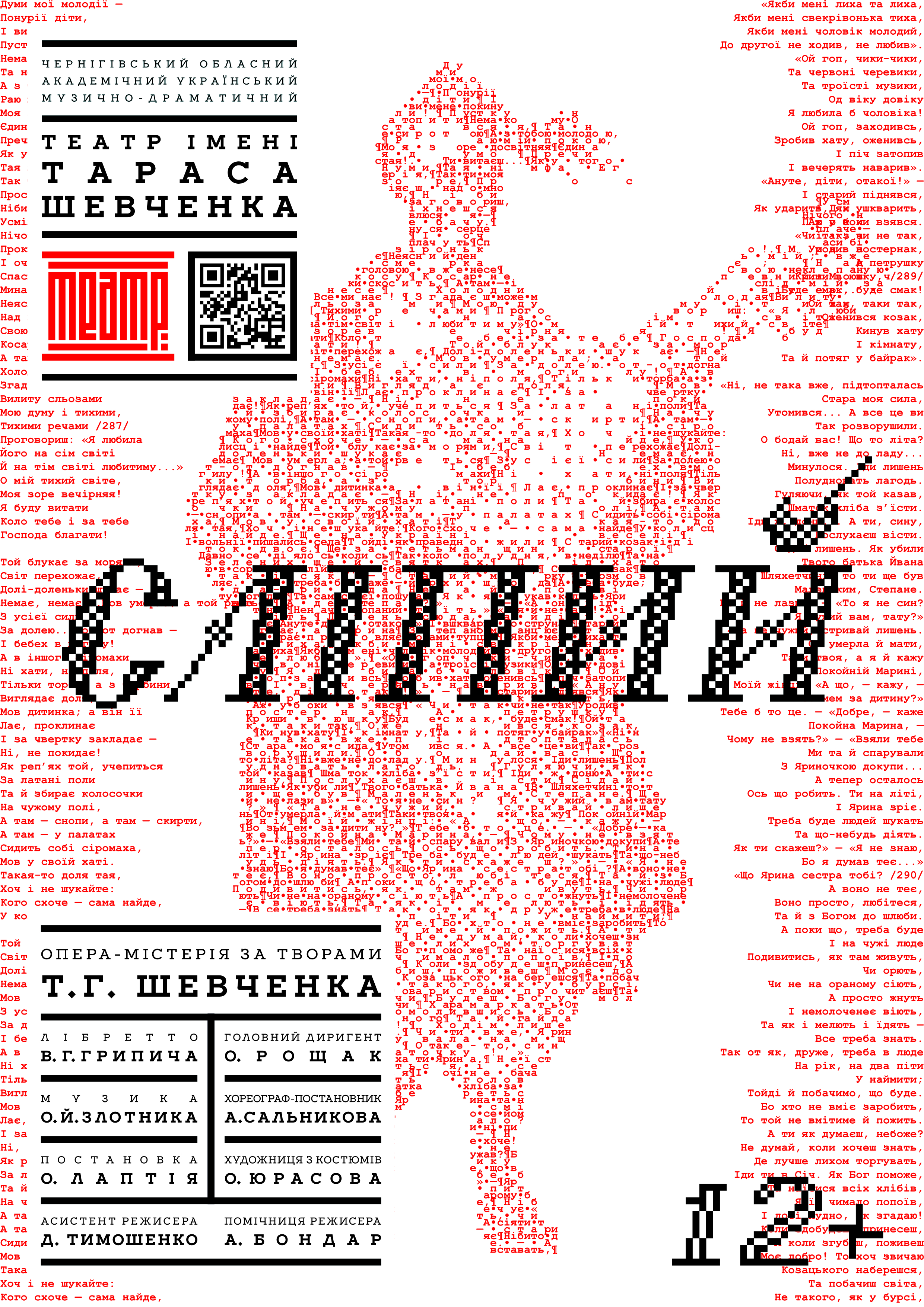
Афіша до опери-містерії «Сліпий», 2023 рік

На момент повномасштабного вторгнення Росії в Україну Олександр Лаптій перебував у рідному Чернігові, де допомагав силам оборони міста.
У вересні 2022 року був призначений радником голови Чернігівської ОВА з питань культури і туризму, національностей та релігій.
У листопаді 2022 року виступив в ролі режисера та розробника сценарію на зйомках кліпу Onuka «Душа Народу»
У березні 2023 року в Чернігівському обласному академічному музично-драматичному театрі ім. Т. Г. Шевченка, О.Лаптій представив оперу-містерію Сліпий (Лібретто Володимира Грипича за поемою Тараса Шевченка «Невольник»). Невдовзі після прем'єри О.Лаптій вступив до бригади «Азов», де продовжує службу і зараз (2025). Ще з 2014 року завдяки великому досвіду у бойових мистецтвах та східних практиках має позивний «Сей» (скорочено від «Сенсей»).

### У S.T.A.L.K.E.R. 2

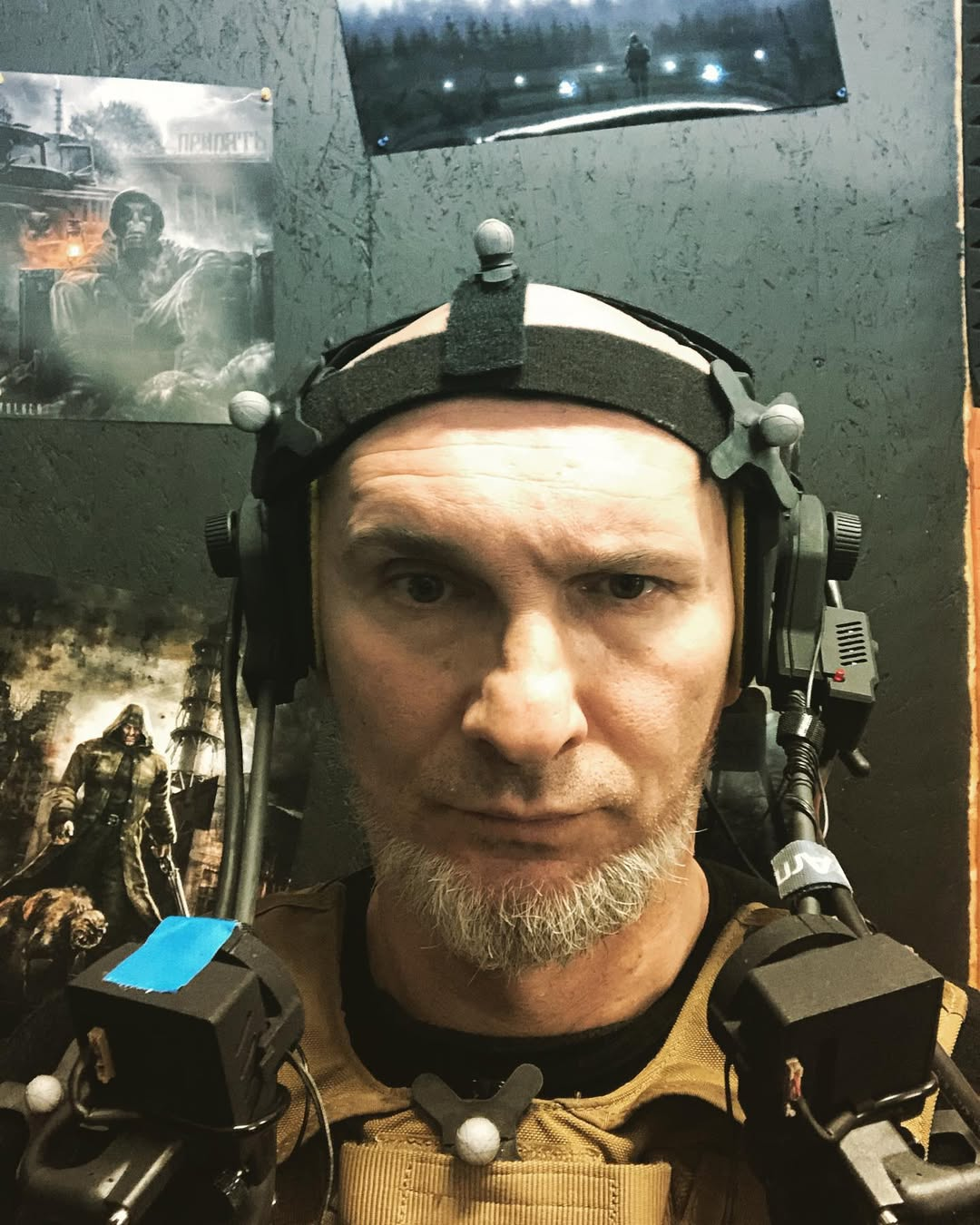
Олександр Лаптій під час роботи над S.T.A.L.K.E.R. 2

Олександр Лаптій зіграв одного з головних персонажів гри S.T.A.L.K.E.R. 2: Серце Чорнобиля — найманця Шрама. Як актор, Лаптій подарував герою свою зовнішність, пластику та голос. Робота над проєктом розпочалась ще у 2021 році, але через повномасштабне вторгнення була відкладена. Озвучував персонажа Олександр Лаптій вже перебуваючи на службі в «Азові», на що дав особистий дозвіл командир бригади Денис «Реддіс» Прокопенко.

## Театрально-педагогічна діяльність
За першою освітою Олександр Лаптій вчитель фізичної культури.
Після 2004 року проводив тренінги для акторів Союзу театрів Європи на базі театру «Школа драматичного мистецтва» у рамках обміну досвідом.
Був другим викладачем в акторській лабораторії І. Яцка.
У 2018 році став другим викладачем у режисерській майстерні Ахтема Сеітаблаєва. По завершенню навчання, деякі з його студентів приєдналися до «Мандрівної Академії Театру», де продовжили навчання у О. Лаптія.
У 2025 році до них доєдналося декілька інших учнів-акторів.

## Бойові мистецтва та східні практики

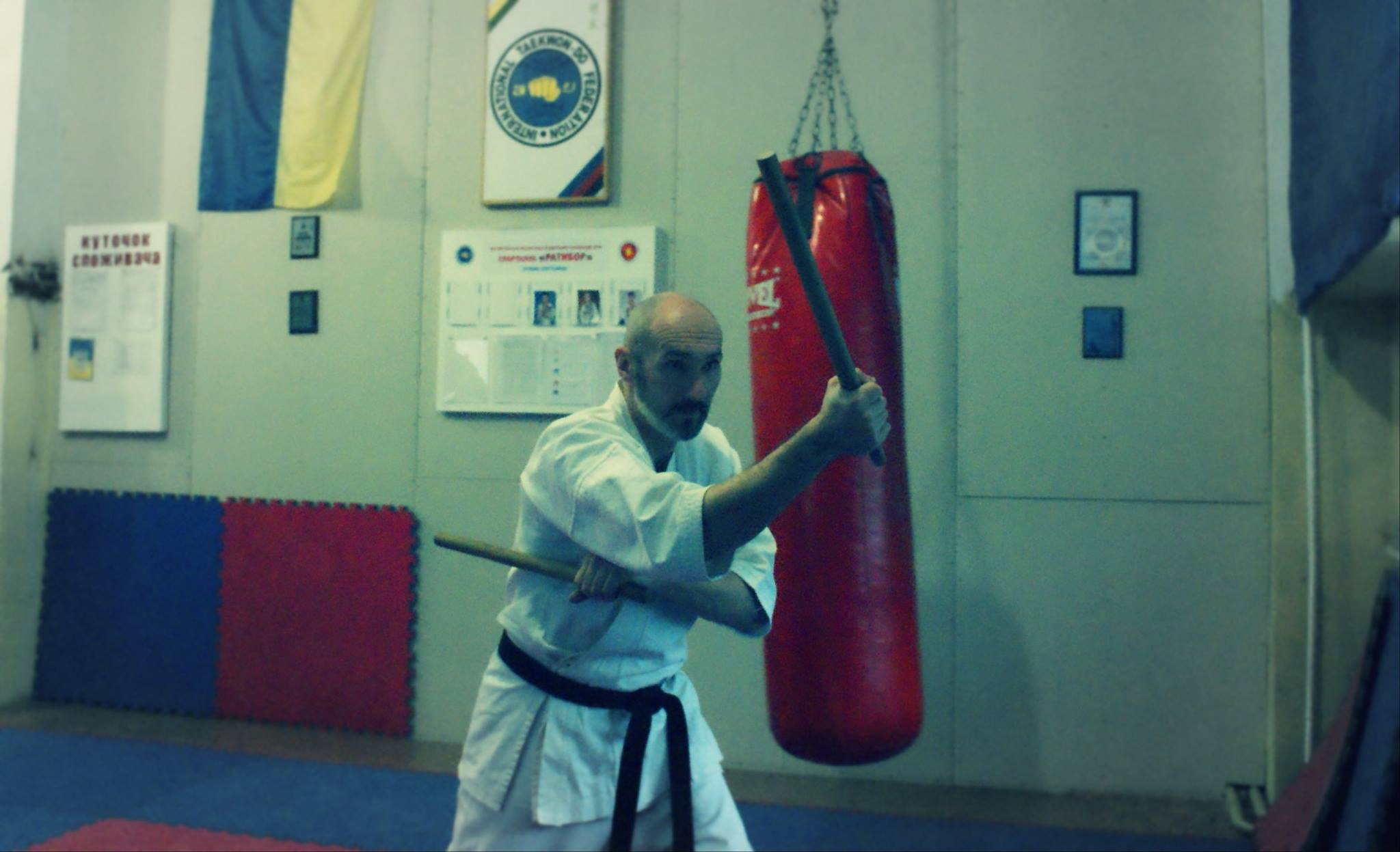
Олександр Лаптій в клубі «Ратибор», 2016 р.

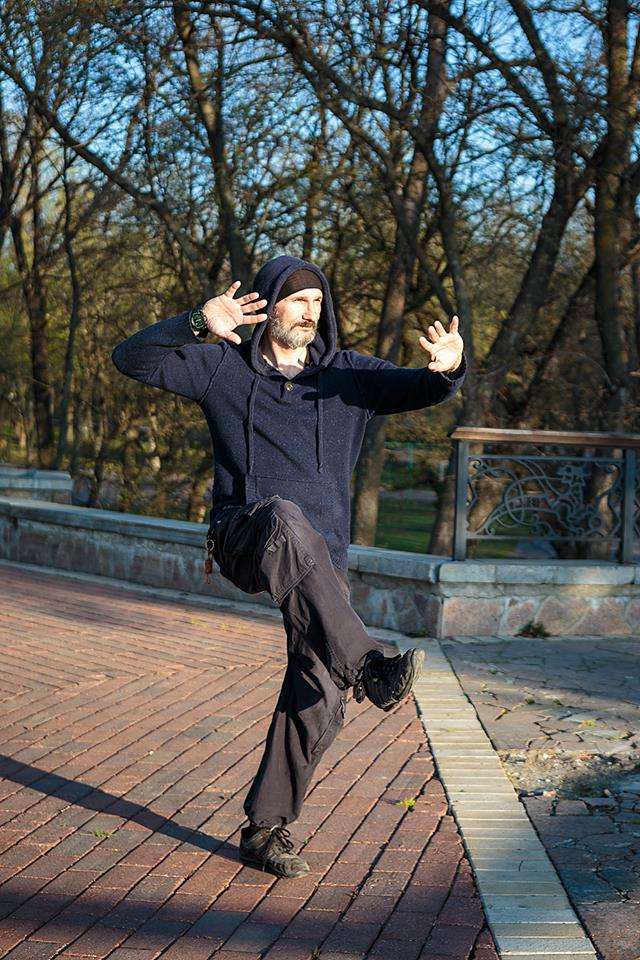
Олександр Лаптій практикує на валу, м. Чернігів, 2018 р.

З 15 років Олександр Лаптій займався різними бойовими мистецтвами, в тому числі карате, кікбоксинг та таеквон-до (тренер — Солдатенко Констянтин). Пізніше почав практикувати ціґун школи Чжун Юань під керівництом майстра Сюй Мінтана. Отримав чорний пояс з таеквон-до по версії ITF, був віцепрезидентом Чернігівської федерації таеквон-до, викладав таеквон-до дітям.

В театрі «Школа драматичного мистецвта» в якості підготовчого тренінгу до вистави «Іліаді. Пісня 23» почав практикувати тайцзіцюань. Тоді ж познайомився з Рамуною Ходоркайте (хореограф та дев'ятиразовий чемпіон світу у дисципліні тайцзіцюань, яка вигравала континентальну першість) та тайваньским майстром тайцзіцюань Гуаном Ісюном (黃宜雄) і під його керівництвом почав практикувати стиль Мінгецюань 鳴鶴拳 («Стиль Співаючого Журавля» або «Кулак співаючого Журавля»), який є однією з гілок стилю «Білого Журавля» (白鶴拳). З того часу також почав досліджувати та практикувати окінавське карате, а також бойові мистецтва з холодною зброєю, в тому числі східні стилі, середновічне фехтування, козацький шабельний бій та українські бойові мистецтва, ножовий бій тощо. В 2004 році О.Лаптій познайомився з китайською чайною культурою та даоською алхімією, які органічно інтегрувалися в його систему східних практик.

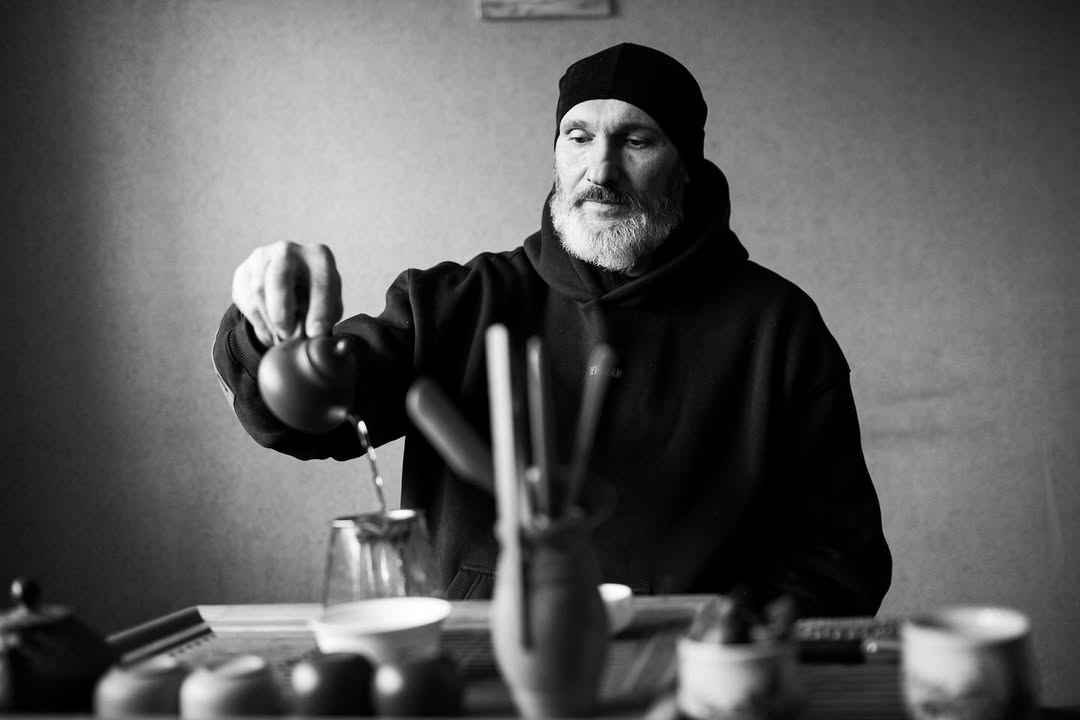
Олександр Лаптій проводить чайну церемонію, 2022 р.

Після повернення до України у 2014 році в якості інструктора з тактичної підготовки займався підготовкою бійців у ближньому бою та з ножевого бою. Продовжив практикувати бойові мистецтва та тайцзі-ціґун. Місцеві жителі рідного Чернігова часто могли побачити, як Олександр Лаптій практикується на валу або ж на березі Десни під час сходу або заходу сонця.
Знання в цій області Олександр Лаптій також частково інтегрував в свою театральну діяльність, наприклад у акторський тренінг, який давав своїм учням в процесі навчання та неодноразово підкреслював, що східні практики допомагають актору тримати свій психофізичний апарат в тонусі.

## Театральний доробок

### Режисерські роботи

#### Чернігівський театр ім. Т.Г.Шевченка
- 2002 — музично-поетична акція Музика шахів
- 2003 — експериментальна акція Wozzeck (Ю. Іздрик)
- 2015 — вистава Одержима (Л. Українка)
- 2023 — опера-містерія Сліпий (Т. Шевченко)

#### Школа драматичного мистецтва
- 2009 — концерт-подорож Дороги світу
- 2011 — акція-містерія Міфологеми
- 2011 — читка Отрута (Лот Векеманс)
- 2013 — драматична вистава Лебедина пісня (О. Дударєв)
- 2014 — музична вистава Падміні (давньоіндійський епос)

#### Чернігівський філармонійний центр
- 2019 — моновистава Litania Океану (Лотреамон)
- 2021 — рок-опера #2033 («Ісус Христос — суперзірка») музика Ендрю Ллойд Веббер, лібретто — Тім Райс

#### Мандрівна Академія Театру
- 2021 — Д. І.А. Л.О. Г.И. (Платон) — в ролі наставника та викладача

### Акторські роботи

#### Чернігівський обласний академічний музично-драматичний театр ім. Т.Г.Шевченка (до 2004 року)
- Майська ніч — хлопець (реж. Віра Тимченко)
- Моя прекрасна леді — принц Трансільванії (реж. Віра Тимченко)
- Чернігівка (реж. Володимир Грипич)
- Сон літньої ночі (Шекспір) — ремісник Дуда (реж. Андрій Бакіров)
- Попелюшка — солдат-скороход
- Червона шапочка
- Веселий маскарад
- Пеппі Довга Панчоха — бандит Блум (реж. Микола Карасьов)
- Рукавичка — вовк-грузин
- Три сестри (Чехов) — Сольоний (другий склад), підпоручик Федотік (перший склад) (реж. Андрій Бакіров)
- Ідентифікація танго — студент (реж. Андрій Бакіров)
- Рожеве павутиння — Юрко Макушенко
- Лісова пісня (Леся Українка) — Той, що греблі рве (реж. Віра Тимченко)
- Енеїда (Котляревський) — Низ (реж. Володимир Грипич)
- Сліпий — козак (реж. Володимир Грипич)
- Яма — студент (реж. Володимир Грипич)
- Живи, пам'ятай — дід (реж. Андрій Бакіров)
- Людина і джентльмен — Атіліо (реж. Андрій Бакіров)
- Мертві душі (Микола Гоголь) — Селіфан (реж. Андрій Бакіров)
- Запорожець за Дунаєм — турок (реж. Віра Тимченко)
- Сорочинський ярмарок (Гоголь) — парубок
- Окей, Мойшо! — Іцик
- Наталка Полтавка (Котляревський) — парубок (реж. Віра Тимченко)
- Снігова королева — принц (реж. Сергій Кузик)
- Стережися лева — песик Бурмосик
- Пригоди Буратіно — хлопчик
- Кохання в стилі бароко (реж. Андрій Бакіров)
- Паливода (Карпенко-Карий) — Кийок (реж. Володимир Грипич)
- Катерина — москаль Іван (реж. Володимир Грипич)

#### Школа драматичного мистецтва
- 2004 — Іліада. Пісня 23 (Гомер) — воїн-троянець (реж. Анатолій Васільєв)
- 2004 — З подорожі Онєгіна — поет (реж. Анатолій Васільєв)
- Фьоренца (Т. Манн) — П'єро ді Медічі (реж. Олександр Огарьов)
- Отелло (Шекспір) — Касіо
- 2006 — Камінний гість або Дон Жуан мертвий (Пушкін) — гість, Дон Жуан (реж. Анатолій Васільєв)
- 2006 — Моцарт і Сальєрі (Пушкін) — чорний лицар, асистент Сальєрі (реж. Анатолій Васільєв)
- 2007 — Критик як митець (О. Вайлд) — Джилберт (реж. І. Яцко)
- 2007 — Занепад брехні (О. Вайлд) (реж. І. Яцко)
- 2007 — Коріолан (Шекспір) (реж. І. Яцко)
- 2008 — Іліада. Пісня 23 (друга версія) (Гомер) — Гектор (реж. І. Яцко)
- 2008 — Малоросійські пісні — Бітцевський маніяк (реж. О. Огарьов)
- 2009 — Війна (Ларс Нурен) — брат (читка, реж. О. Огарьов)
- 2009 — Саломея (О. Вайлд) — Ірод (реж. І. Яцко)
- 2010 — Тарарабумбія — Фурман, Клавдій, солдат (реж. Дмитро Кримов)
- 2011 — Під іншим небом… (К. Гольдоні) — разом з італійською трупою POSTOP (реж. Алессіо Бергамо)
- 2012 — Каїн (Байрон) — Люцифер (реж. І. Яцко)
- 2013 — Як важливо бути серйозним (О. Вайлд) — Джон Вордінг (реж. І. Яцко)
- 2013 — Лебедина пісня (О. Дударєв) — Дугін (реж. О. Лаптій)
- 2013 — Стійкий принцип (П. Кальдерон) — Король Фецо (реж. Борис Юхананов)
- 2014 — Рибак і його душа (О. Вайлд) (реж. І. Яцко)

#### Мандрівна Академія Театру
- 2016 — Contra et Pro — Інквізитор (автор та реж. Alex Virt)

#### Чернігівський філармонійний центр
- 2019 — Litania Океану (Лотреамон) — рапсод (реж. О. Лаптій)

## Фільмографія
У кіно Олександр Лаптій працював з багатьма українськими та західними діяами, серед яких: Роберт Патрік, Джон Вінн, Томмі Фленаган та ін.
- 2013 — Memo (короткометражний фільм) — (реж. Андрій Троїцький)
- 2016 — Я з тобою — (реж. Олег Туранський)
- 2017 — Кіборги — (реж. Ахтем Сеітаблаєв)
- 2017 — Правило бою — (реж. Олексій Шапарєв)
- 2018 — Варавва — (реж. Євгеній Ємелін)
- 2019 — Захар Беркут — (реж. Ахтем Сеітаблаєв)
- 2019 — Черкаси — (реж. Тимур Ященко)
- 2020 — Номери — (реж. Ахтем Сеітаблаєв)
- 2020 — І будуть люди (телесеріал) — (реж. Аркадій Непиталюк)
- 2020 — Козаки. Абсолютно брехлива історія (телесеріал) — (реж. Олександр Березань)
- 2021 — Кріпосна (телесеріал) — (реж. Фелікс Герчиков, Максим Литвинов)

## Відеоігри
- 2024 — S.T.A.L.K.E.R. 2: Heart of Chornobyl — Шрам